# Mobiliario escolar

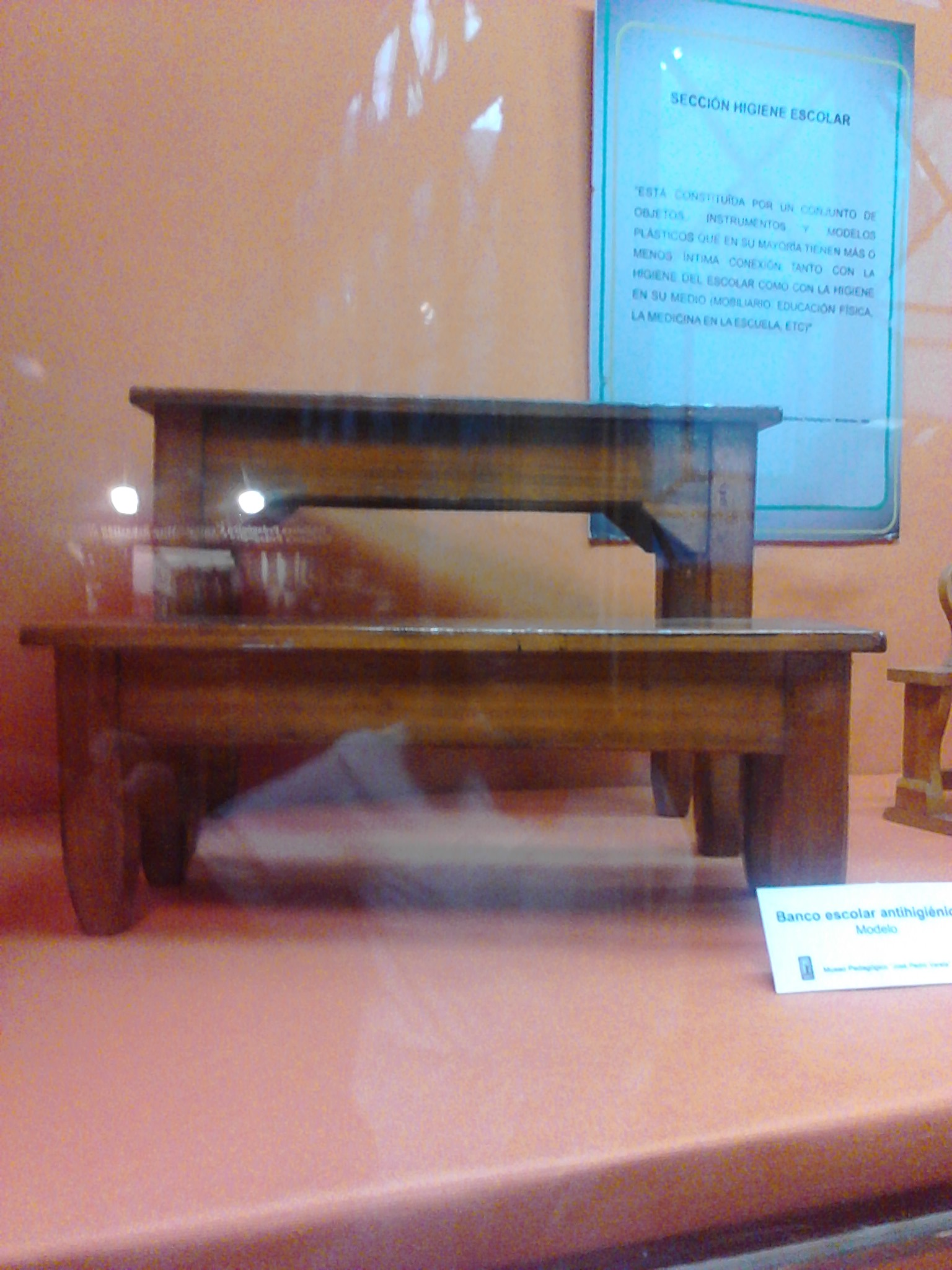
Banco antihigiénico anterior a la reforma vareliana

El mobiliario escolar es aquel que se emplea en las aulas de la escuela primaria. 
Desde el origen de la institución educativa, el mobiliario de los educandos ha estado sujeto a grandes modificaciones en su diseño. El sistema de asientos y mesas para escolares generaron gran polémica. Las mesas eran de madera de gran espesor, altas y pesadas lo cual impedía su traslado.
Este mobiliario se le denominaba antihigiénico porque los educandos adoptaban posturas impropias y perjudiciales para la salud.
Estos bancos eran de un único tamaño, siendo utilizados por niños de cualquier edad y corpulencia física. Estos bancos siguieron existiendo hasta la época de la reforma escolar y aún mucho después. Las discusiones e investigaciones  entre pedagogos, médicos e higienistas llevaron a la modificación y mejoramiento del banco y mesa en el cual el niño ha de permanecer y trabajar. Desde un punto estrictamente higiénico, se pretendía eliminar todas las enfermedades escolares: escoliosis, miopías, etc., atribuidas a las falencias del mobiliario usado en las escuelas.

## Distintos diseños de mobiliario

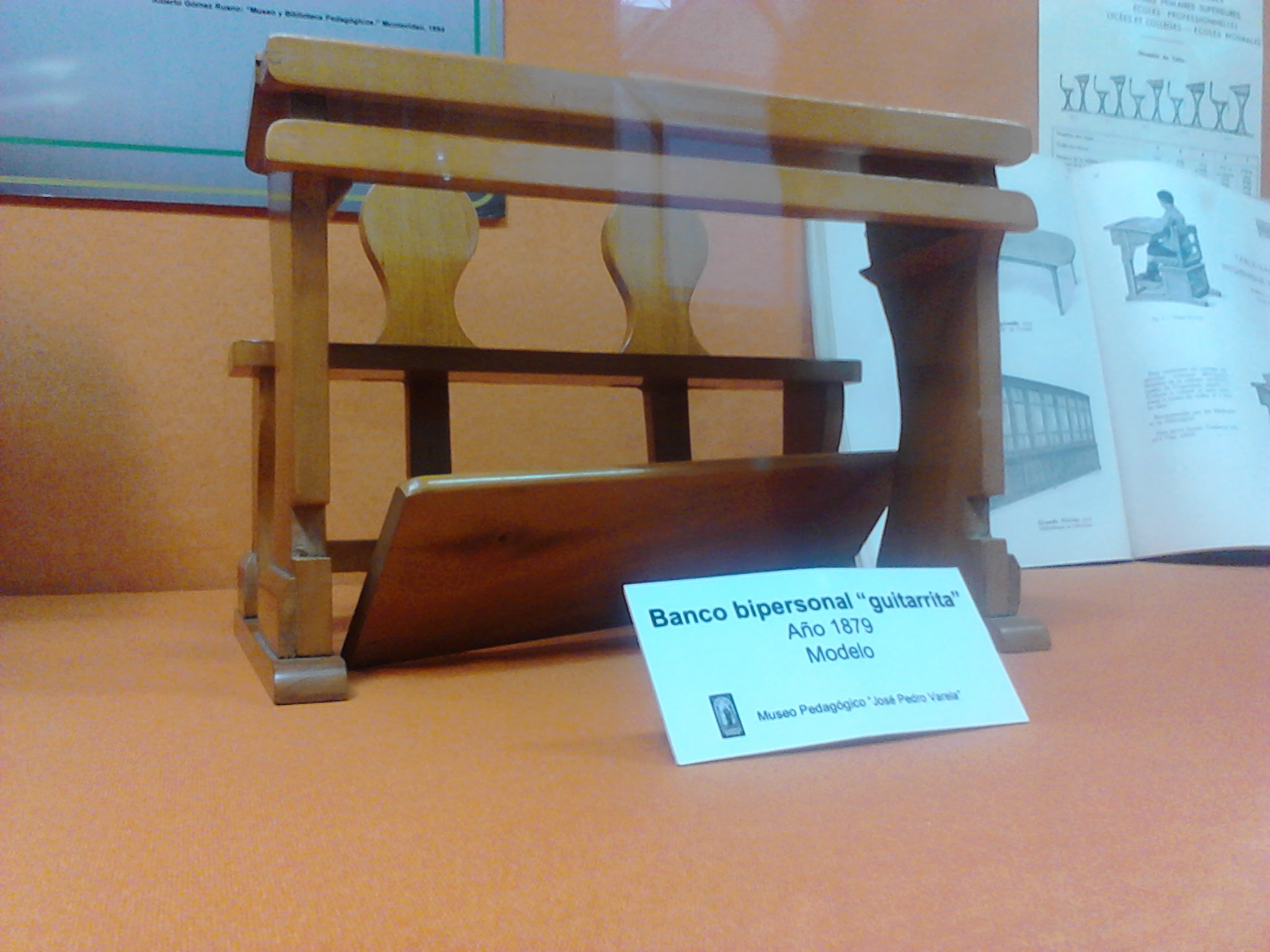
Banco bipersonal, anterior a la reforma vareliana

Se fueron confeccionando distintos modelos de bancos, Cardot, Müller y Godin presentaron distintas fórmulas atendiendo a las características del banco de trabajo con las del educando. Cardot midió miles de niños de las escuelas públicas de París. Los datos obtenidos fueron agrupados en cinco categorías de estaturas: 
- 1 metro a 1.10 inclusive
- de 1.10 m a 1.20 m.
- de 1.20 m a 1.35 m
- de 1.35 m a 1.50 m
- de 1.50 a 1.60 o más

Todas las mediciones se basan en las medidas tomadas de los distintos segmentos del cuerpo del niño con el propósito de fabricar muebles de distintos tamaños. Los bancos diseñados por Müller similares a los de Cardot sirvieron para promulgar la mejora en la higiene de los niños modificando los pupitres. El doctor Godin plantea la elaboración de un mueble racional que se ajuste a cada niño.

## Crítica a los bancos y mesas

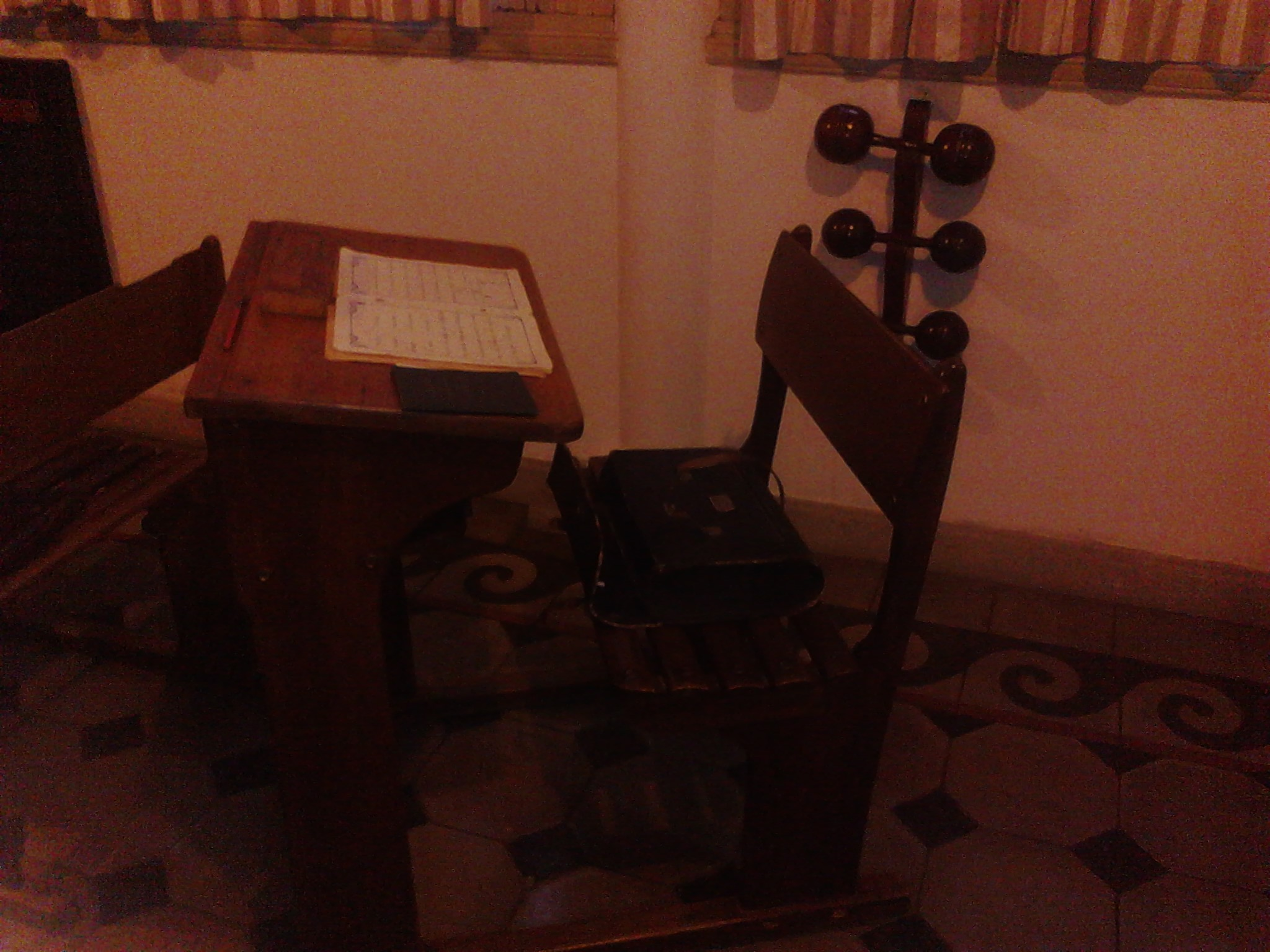
Banco de la época vareliana.

La crítica realizada a estos bancos alude a que estaban hechos para escuchar y hablar y no para que los niños pudieran hacer. Se pretendía evitar que la escoliosis provocará la deformación del espinazo del alumno, pero también se podía con ellos controlar la movilidad de los niños.
Es por esta razón que la confección de bancos fue proliferando en su elaboración y diseño contribuyendo en el tema muchas ciencias: la antropología, la psicología y la higiene. El problema comienza a preocupar recién con el surgimiento de Varela en el ámbito escolar. La introducción al país de los bancos bipersonales se debe a La Sociedad  de Amigos de la Educación Popular traídos de Estados Unidos conocidos como mesas guitarras.
Varela en  La Educación del Pueblo recomienda estos bancos bipersonales por razones higiénicas, pedagógicas y prácticas.
Varela no dispuso de tiempo para realizar la modificación del mobiliario antihigiénico constituido por mesas y bancos largos sin respaldo,
en el cual los niños mantenían los pies suspendidos y una postura encorvada por los nuevos bancos bipersonales.

## Propulsor del cambio
Jacobo Varela hermano y sucesor de José Pedro Varela fue quién realizó la sustitución  y generalización del uso de los bancos bipersonales a todas las escuelas del país. El Banco Varela ha llegado a ser el banco de la escuela nacional, siendo un mueble sencillo, económico e higiénico.